# Rayón (Chiapas)
Pour les articles homonymes, voir Rayón.
Rayón est une municipalité du Chiapas, au Mexique. Elle couvre une superficie de 94,4 km2 et compte 9 578 habitants en 2015.